# Stijn Stijnen
Stijn Stijnen (ur. 7 kwietnia 1981 w Hasselt) – belgijski piłkarz grający na pozycji bramkarza.

## Kariera klubowa
Stijnen pochodzi z miasta Hasselt. Karierę piłkarską rozpoczynał w małym zespole o nazwie Runkst VV by z czasem podjąć treningi w KSC Hasselt. W 2000 roku zauważyli go trenerzy Club Brugge i Stijn przeszedł do tego klubu. Początkowo był rezerwowym dla doświadczonego byłego reprezentanta kraju, Dany’ego Verlindena, a po jego odejściu dla Chorwata Tomislava Butiny. W Eerste Klasse swój pierwszy mecz zaliczył 18 kwietnia 2003, a Brugge przegrało w nim 0:3 z Racingiem Genk. Do lata 2005 zaliczył tylko 4 spotkania ligowe mając przy tym nieznaczny udział w dwukrotnym wywalczeniu mistrzostwa Belgii w latach 2003 i 2005 oraz Pucharu Belgii w 2004. W sezonie 2005/2006 rozegrał 15 meczów (Butina - 19) i zajął z Brugge 3. miejsce w lidze. Po sezonie Butina odszedł do greckiego Panathinaikosu i Stijn został pierwszym golkiperem Brugge. W 2007 roku zdobył z nim kolejny Puchar Belgii, dzięki zwycięstwu 1:0 w finale ze Standardem Liège. 22 lutego 2011 roku został wyrzucony z drużyny Club Brugge poprzez rozwiązanie obowiązującej umowy za krytyczne wpisy internetowe pod adresem kolegów z drużyny. Jego dotychczasowa umowa obowiązywała do 2015 roku. W latach 2011–2013 grał w Beerschocie AC.
| Sezon   | Klub           | Kraj   | Rozgrywki     | Mecze | Bramki |
| ------- | -------------- | ------ | ------------- | ----- | ------ |
| 1999/00 | KSC Hasselt    | Belgia | IV liga       | ?     | ?      |
| 2000/01 | Club Brugge    | Belgia | Eerste Klasse | 0     | 0      |
| 2001/02 | Club Brugge    | Belgia | Eerste Klasse | 1     | 0      |
| 2002/03 | Club Brugge    | Belgia | Eerste Klasse | 2     | 0      |
| 2003/04 | Club Brugge    | Belgia | Eerste Klasse | 0     | 0      |
| 2004/05 | Club Brugge    | Belgia | Eerste Klasse | 1     | 0      |
| 2005/06 | Club Brugge    | Belgia | Eerste Klasse | 15    | 0      |
| 2006/07 | Club Brugge    | Belgia | Eerste Klasse | 27    | 0      |
| 2007/08 | Club Brugge    | Belgia | Eerste Klasse | 31    | 0      |
| 2008/09 | Club Brugge    | Belgia | Eerste Klasse | 31    | 0      |
| 2009/10 | Club Brugge    | Belgia | Eerste Klasse | 36    | 0      |
| 2010/11 | Club Brugge    | Belgia | Eerste Klasse | 12    | 0      |
| 2011/12 | Beerschot A.C. | Belgia | Eerste Klasse | 13    | 0      |
| 2012/13 | Beerschot A.C. | Belgia | Eerste Klasse | 20    | 0      |

## Kariera reprezentacyjna
Selekcjoner reprezentacji Belgii René Vandereycken zauważył w 2006 roku udane występy Stijnena w lidze i powołał go do kadry. Stijn swój debiut w drużynie narodowej zaliczył 11 maja w wygranym 2:1 towarzyskim spotkaniu z Arabią Saudyjską. W eliminacjach do Euro 2008 wygrał rywalizację z bramkarzem Anderlechtu, Silvio Proto.